# Tallinnská elektrárna

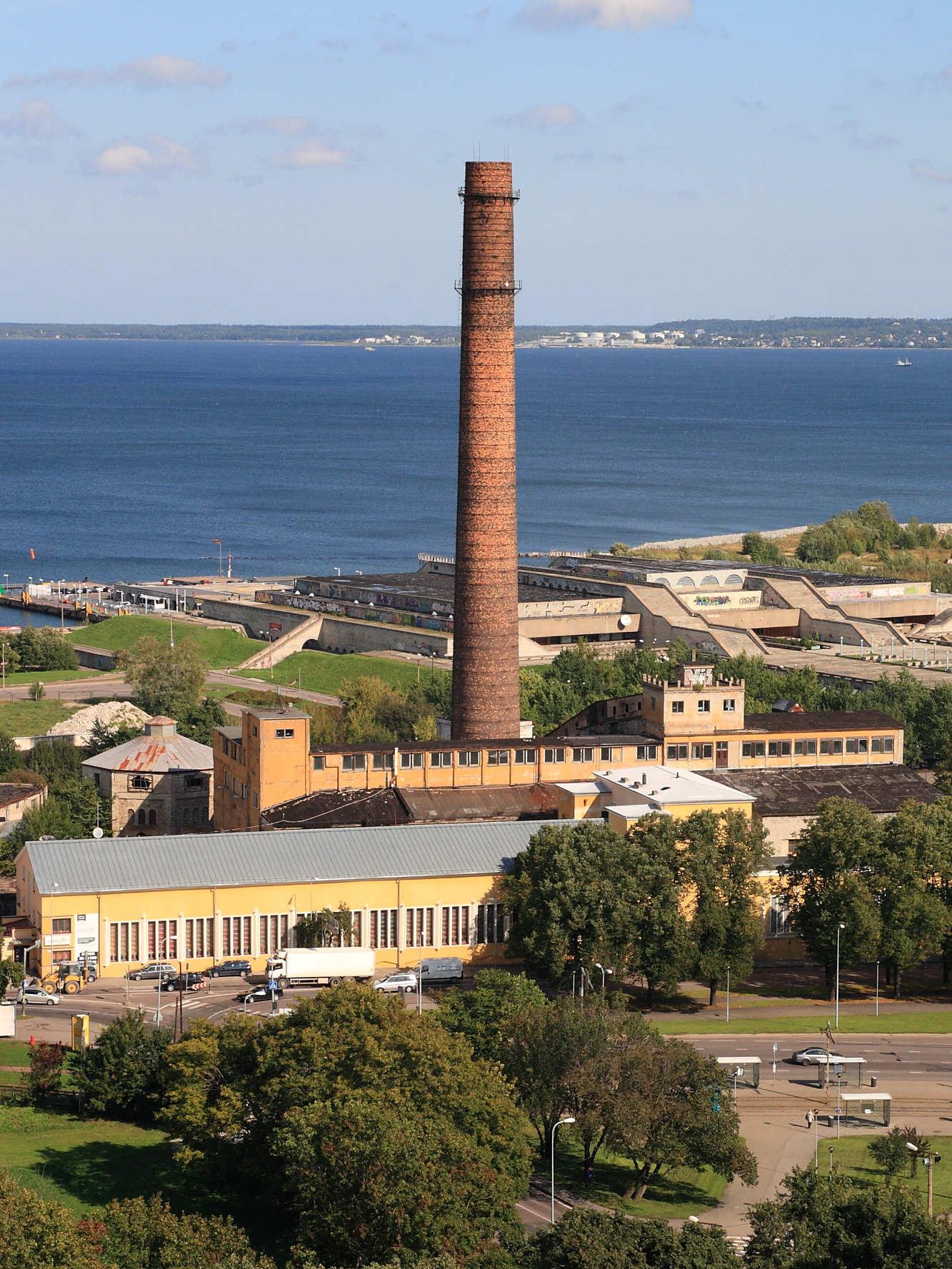
Kotelna a komín bývalé elektrárny

Tallinnská elektrárna (estonsky: Tallinna elektrijaam) je bývalá elektrárna v Tallinnu v Estonsku. Její stavbu iniciovala firma Volta s povolením tallinnské městské rady v roce 1912. Leží v blízkosti tallinnské plynárny v lokalitě bývalé pevnosti Stuart. Plány na stavbu této elektrárny vytvořil architekt Hans Schmidt a společnost Volta. Původně zde byly v provozu tři parní turbíny Lavalova typu se třemi elektrickými generátory o výkonu 0,19 MW (250 koňských sil z produkce firmy Volta. Dva topné kotle na uhlí vyrobila společnost AS Franz Krull. Její otevření se uskutečnilo dne 14. března 1913. Původním zdrojem energie bylo pouze uhlí, ale v letech 1919–1920 byla elektrárna rozšířena a přestavěna i pro spalování dřeva a rašeliny. V roce 1924 transformována na využití ropné břidlice. V té době byla první elektrárnou na světě, ve které se ropná břidlice používala jako primární zdroj energie. V roce 1939 dosáhla elektrárna kapacity 22 MW.
V roce 1929 byla uvedena do provozu nová turbínová hala a v roce 1932 nová rozvodna. V roce 1941 byla elektrárna poškozena sovětskými vojsky. Obnovena byla o sedm let později současně s vybudováním nového 102,5 m vysokého komína. 9. října 1959 začala sloužit jako kogenerační elektrárna a teplárna. V roce 1965 došlo k její poslední transformaci, a to na zpracování topného oleje. 2. února 1979 byla produkce elektřiny definitivně ukončena.
Od roku 1984 se její bývalá kotelna používá jako muzeum energie a od roku 2011 slouží celý komplex jako zázemí společnosti Tallinn Creative Hub (Kultuurikatel).

## Galerie

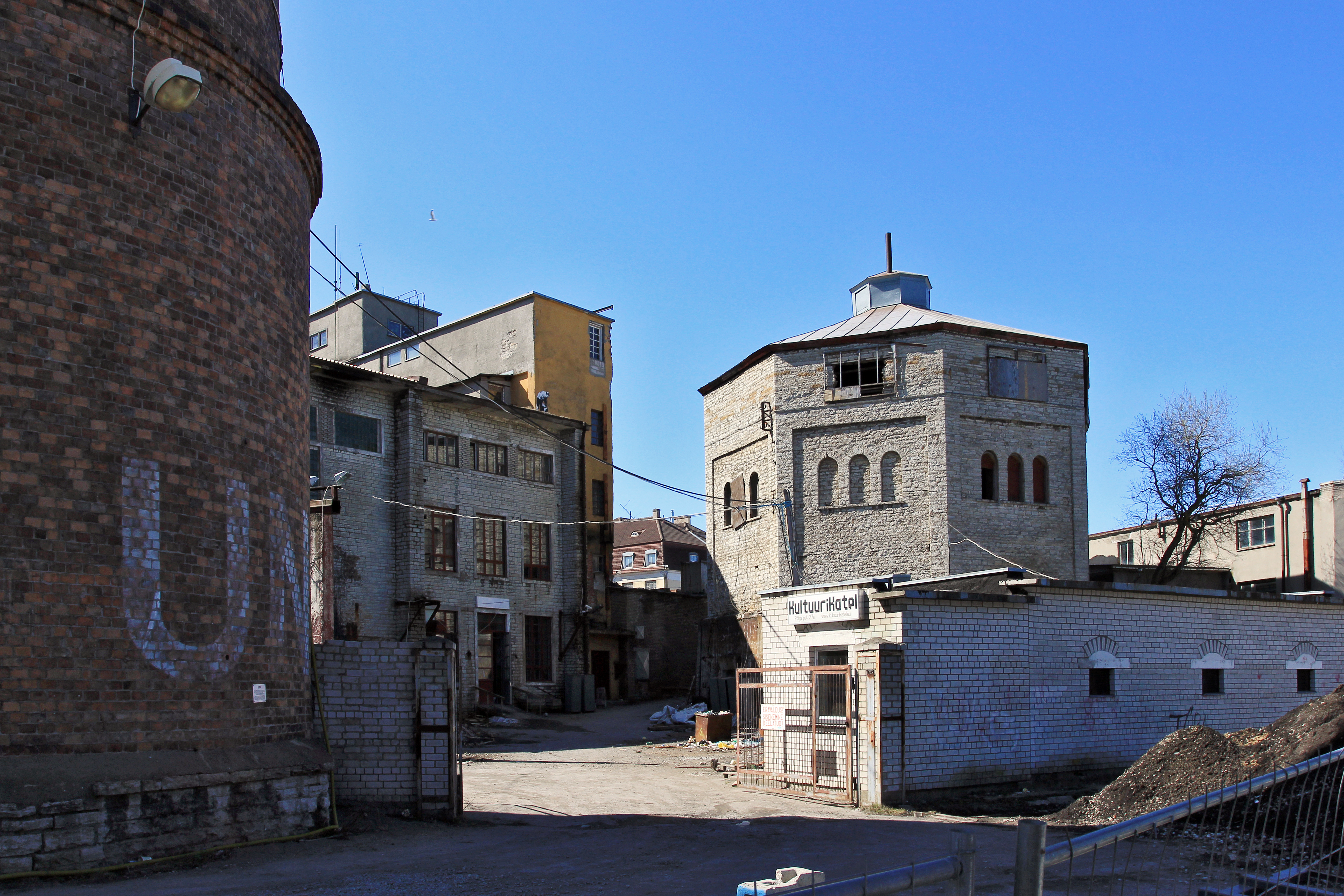
Plynojem
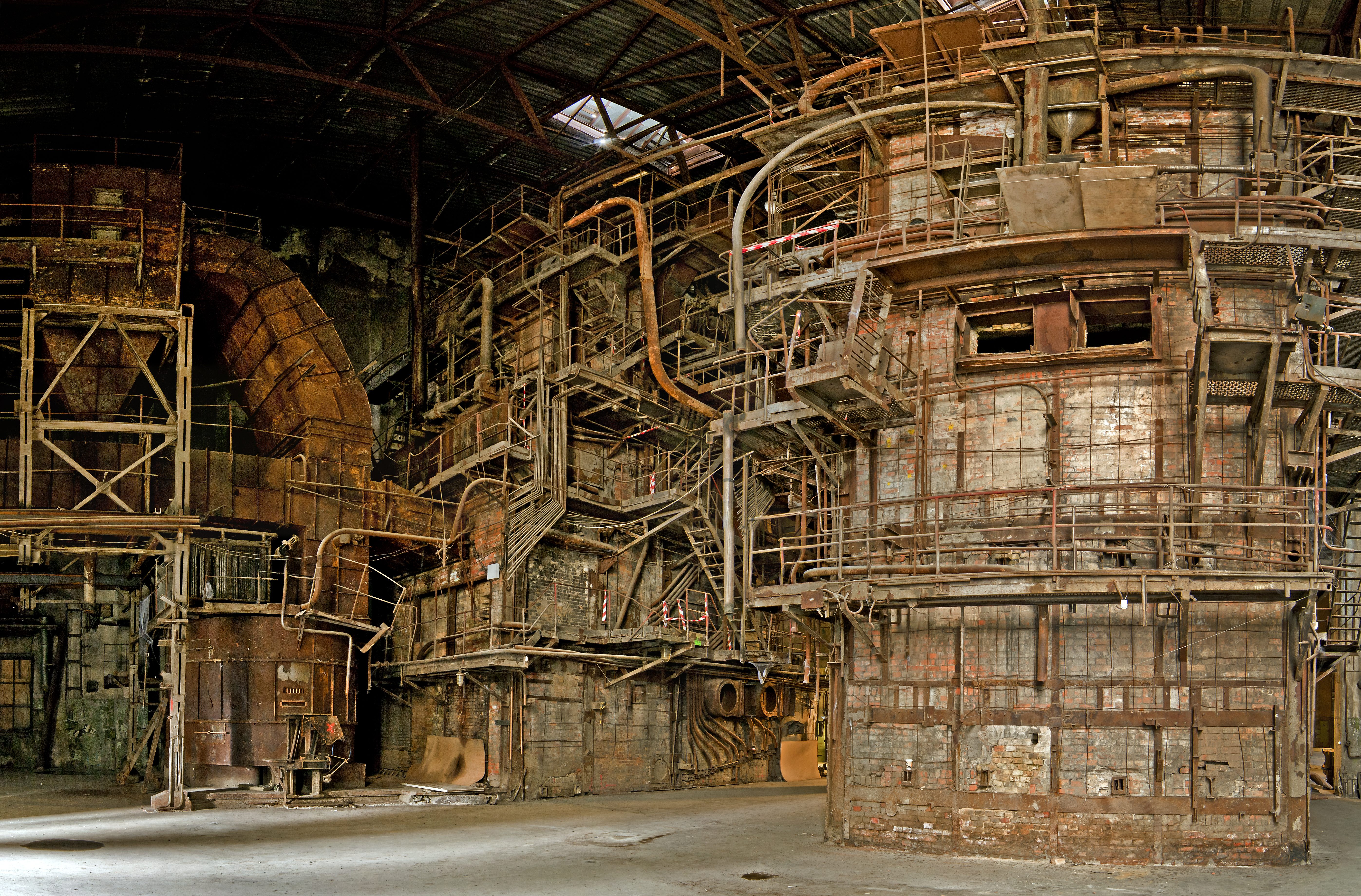
Pohled do kotelny
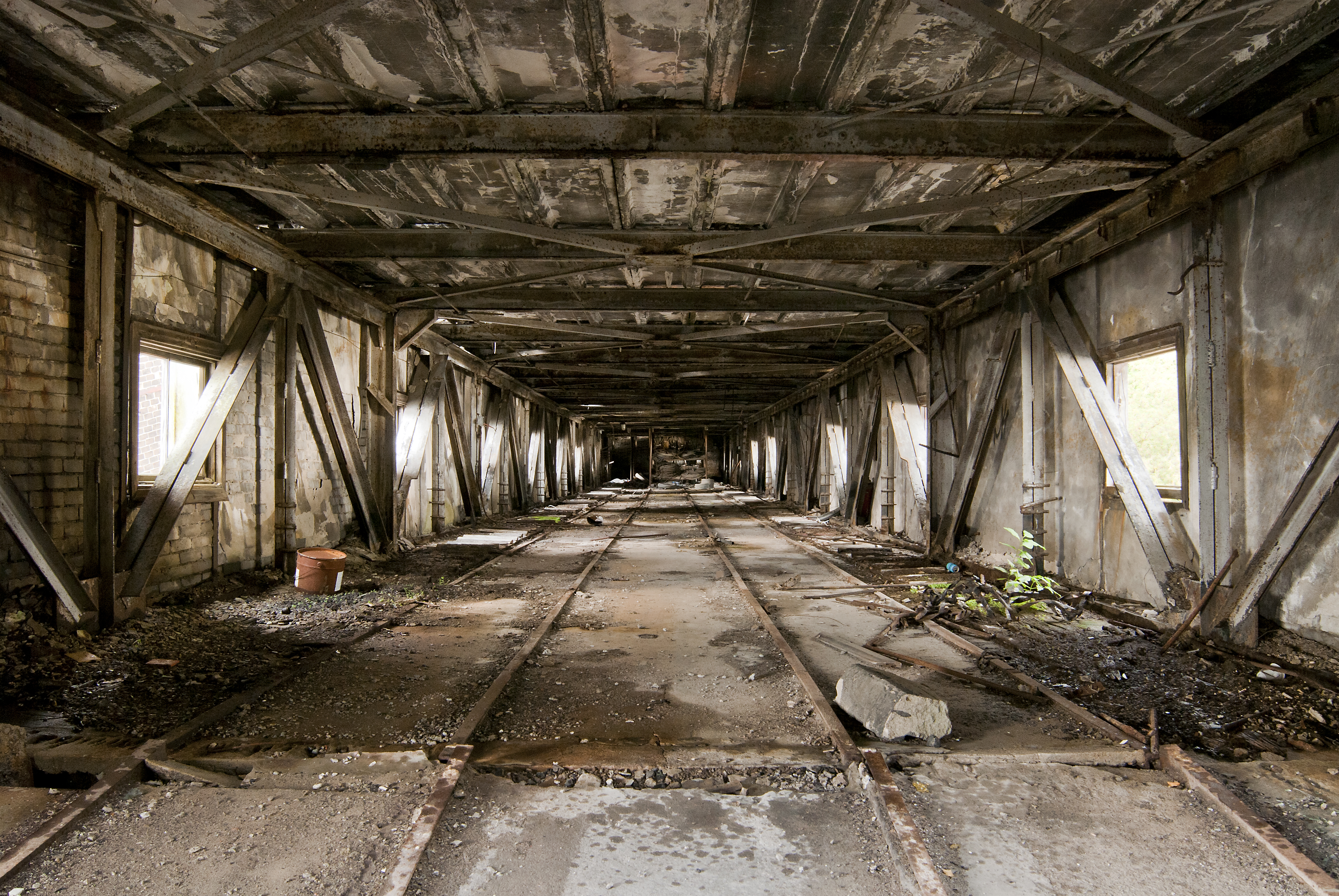
Estakáda